# Brent (Adelsgeschlecht)

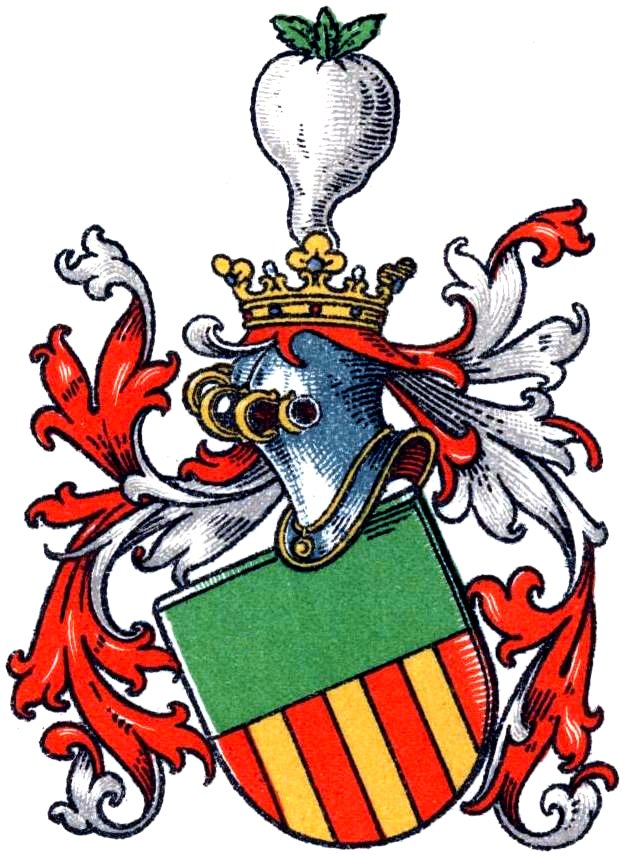
Stammwappen derer von Brent nach Spießen

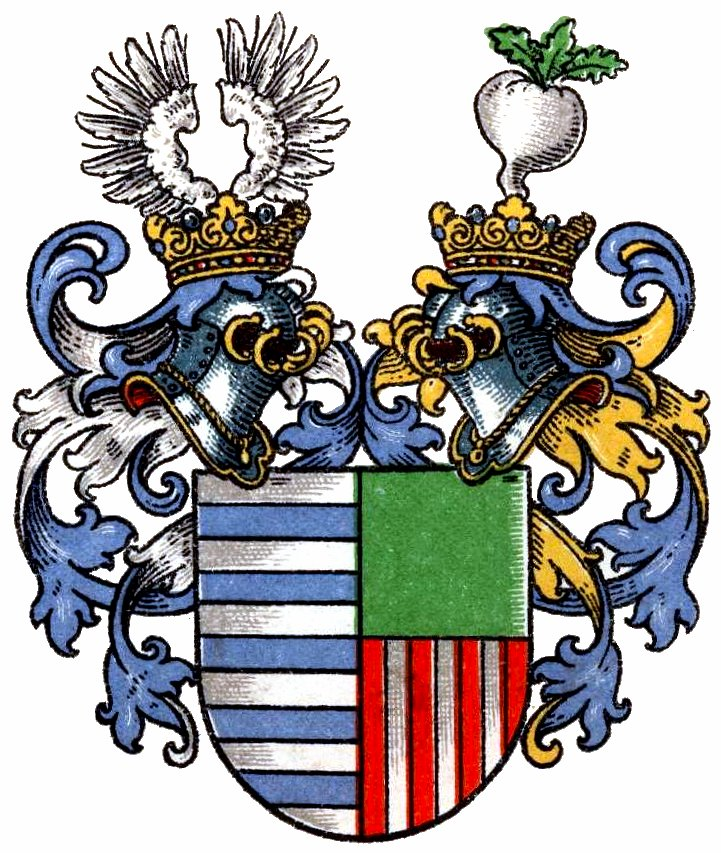
Vereinigtes Wappen derer von Brempt-Brent nach Spießen

Die Herren von Brent (auch: Bremt, Brempt o. ä.) waren ein rheinländisches Adelsgeschlecht.

## Geschichte
Das Geschlecht derer von Brent tritt erstmals 1292 mit Tilman v. Breymt auf. Derselbe ein weiteres Mal 1297. Neben verschiedenen weiteren frühen Nennungen von Familienmitgliedern, die aufgrund der vorliegenden Quellen nicht zu einer durchgehenden Stammfolge zusammengefügt werden können, existierten später zwei Familienlinien:

### Linie Vernich
Eine Linie saß seit Mitte des 14. Jahrhunderts auf Burg Groß-Vernich und nannten sich danach teilweise Brent von Vernich. Ein weiterer Besitz war Burg Kühlseggen. Die Vernich-Linie führte teilweise einen zusätzlichen Stern im oberen Feld des geteilten Schilds (siehe unten). Die Linie starb 1539 im Mannesstamm aus.

### Linie Erprath-Vorst-Vondern-Venne
Eine zweite Linie saß zunächst auf Burg Erprath, später auf Haus Vorst, Haus Clörath, Haus in den Venne, einem klevischen Lehen, Burg Vondern, Oedt und Burg Uda. Johann von Brempt zu Vondern, Venne und Dorrewald, Drost zu Geldern, Ruhrort und Rheinbach, erhielt am 28. Dezember 1628 den Reichsfreiherrenstand verliehen. 1633 wurde ihm dieser in einem Rescript an die Klevische Regierung bestätigt. Freiin Franziska Margaretha Christina von Brempt († 1696), Erbtochter des Johann von Brempt, heiratete am 21. Januar 1666 Johann Salentin Wilhelm Freiherr von Nesselrode-Ehreshoven (1634–1715) und brachte dadurch die Herrschaft Landscron an die Herren von Nesselrode. Diese vermehrten daraufhin ihr Wappen um das der Freiherren von Brempt (siehe unten). Die Linie zu Vorst starb Anfang des 17. Jahrhunderts aus, diejenige zu Vondern und Venne im Mannesstamm am 28. Dezember 1729.

### Verbindung zu den Herren von Brempt
Die genauen Details einer seit dem 16. Jahrhundert durch eine Wappenvereinigung dokumentierten Verbindung mit den Herren von Brempt sind bis heute unklar. Dies liegt insbesondere daran, dass sich Mitglieder beider Familien identisch, nämlich Brent, Bremt, Brempt oder ähnlich, nannten. Schleicher stellt zwar fest, dass die Linie derer von Brempt zu Witten nach „Steinen III. Taf. 65“ das vereinigte Wappen führte, doch ist bei Steinen nur eine Abbildung des vereinigten Wappens zu finden, nicht jedoch die von Schleicher angesprochene Behauptung. An anderer Stelle wiederum schreibt Schleicher, dass die Linie der Herren von Brent zu Venne das vereinigte Wappen führten. Das wiederum stimmt mit Fahnes 1859er Feststellung überein, dass nur die von ihm um unter „III.“ geführte Linie zu Venne das vereinigte Wappen führte. Allerdings zählt Fahne diese Linie vollständig zu den Herren von Brempt, während Schleicher sie, den zitierten Siegeln des 14. Jahrhunderts nach, wohl richtigerweise den Herren von Brent zuordnet. Wenn Fahne mit seiner weiteren Feststellung, dass Ende des 15. Jahrhunderts eine Erbtochter der Herren von Brent einen von Brempt heiratete und diese daraufhin das Wappen vereinigten, Recht hat, dann dürfte diese Linie zu Venne ab einem gewissen Zeitpunkt Ende des 15. Jahrhunderts bis zu ihrem Aussterben 1729 zu den Herren von Brempt und nicht zu den Herren von Brent zu zählen sein. Jedenfalls würde dies erklären, warum in dem vereinigten Wappen das Wappen derer von Brempt vorne (rechts) und das Wappen derer von Brent hinten (links) geführt wurde.

## Wappen
Blasonierung des Stammwappens nach Spießen: Der Schild geteilt. Oben Grün, unten in Rot drei goldene Pfähle. Auf dem gekrönten Helm eine natürliche Rübe mit drei Blättern. Die Helmdecken sind rot-silbern.
Weitere Darstellungen der Wappen derer von Brent nach Fahne:

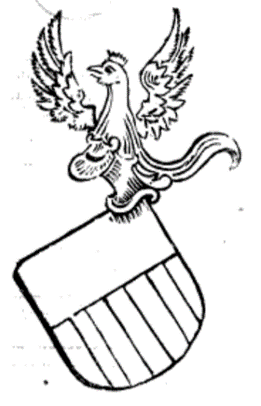
Wappen derer von Brent (I)
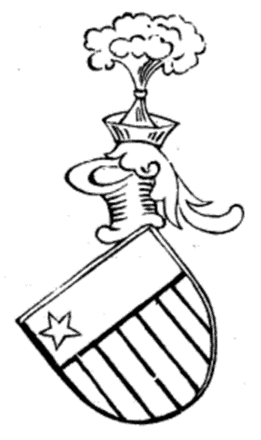
Wappen derer von Brent (II)
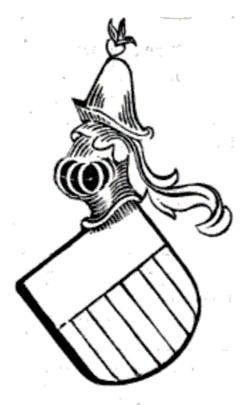
Wappen derer von Brent (III)

Blasonierung des vereinigten Wappens nach Spießen: Der Schild gespalten. Rechts in Silber fünf (oder vier) blaue Balken; links geteilt, oben grün, unten in Rot drei silberne Pfähle. Zwei gekrönte Helme: 1. weißer Flug, 2. natürliche Rübe mit drei Blättern. Die Helmdecken rechts blau-silbern, links blau-golden.
Weitere Wappendarstellungen des vereinigten Wappens derer von Brempt-Brent:

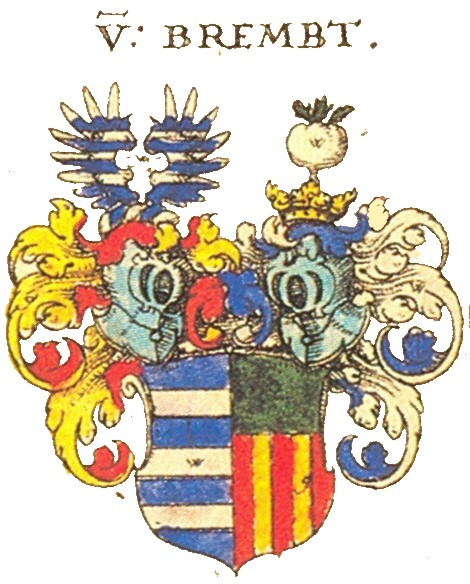
Wappen derer von Brembt bei Siebmacher
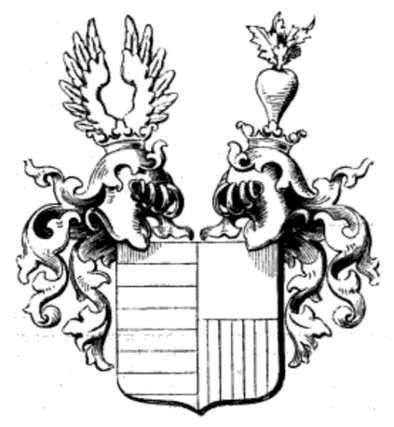
Vereinigtes Wappen derer von Brempt-Brent nach Fahne
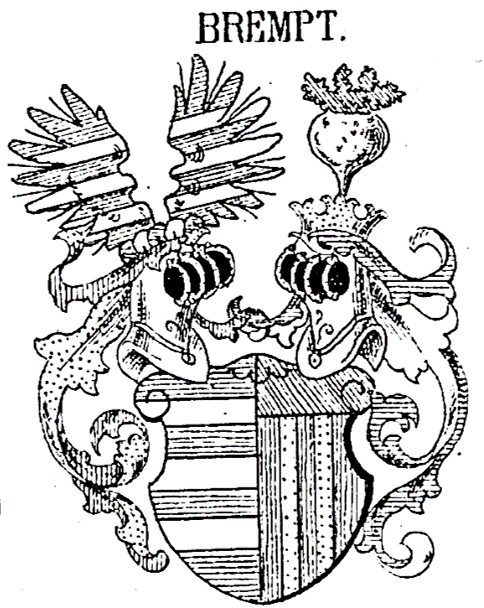
Vereinigtes Wappen derer von Brempt-Brent nach Blažek

Hinsichtlich der Tingierung des Brentschen Teils des vereinigten Wappens gibt Fahne 1858 abweichend an, dass es oben Rot und unten drei blaue Pfähle in Gold zeigt. Ein Jahr später schreibt Fahne, dass das Brentsche Wappen oben Blau oder Grün und unten drei rote Pfähle in Gold zeigt. Blažek wiederum gibt 1886 an, dass die Brentsche Seite unter grünem Schildhaupt in Rot zwei goldene Pfähle zeigt.
Das vereinigte Wappen derer von Brempt-Brent findet sich in dem vermehrten Wappen derer von Nesselrode-Landskron:

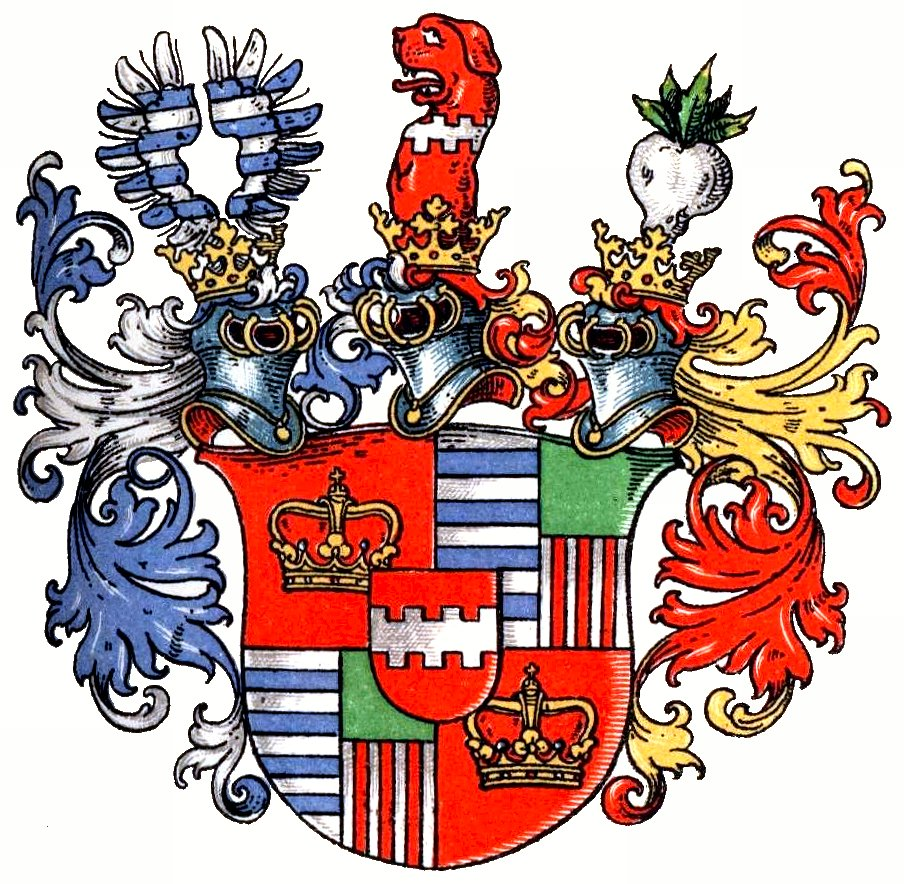
Wappen derer von Nesselrode-Landskron